# Автомобильная навигационная система
Автомобильная навигационная система — вспомогательное электронное устройство, служащее для определения местоположения автомобиля и направления его движения к намеченной цели. В настоящее время в основном используется спутниковая система навигации.

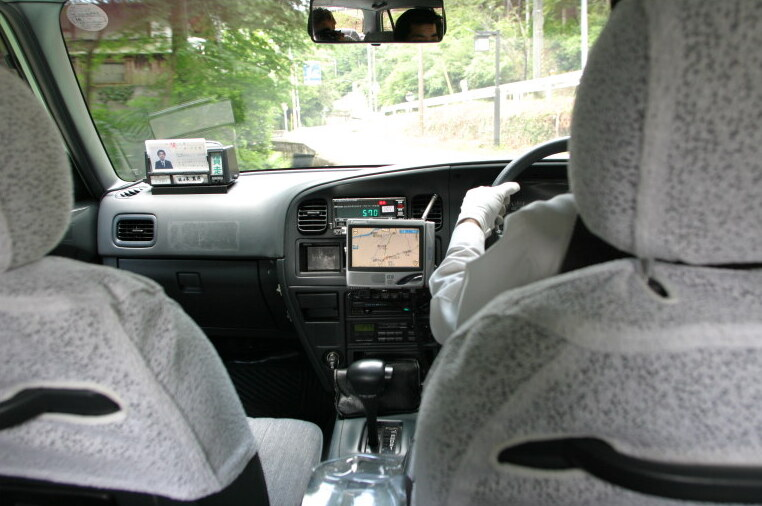
GPS в такси, Киото

## История
Прообразом системы можно считать электромеханический прибор Iter Avto, представленный в 1932 году предположительно в Италии. Он устанавливался на приборной панели. Карта на бумажной ленте перематывалась из одного рулона в другой пропорционально скорости движения автомобиля, информация о которой снималась со спидометра.
В 1966 году американская компания General Motors испытала систему DAIR (англ. Driver Aid, Information and Routing). Предполагалось специально установить под дорожное покрытие магниты через каждые три–пять миль и на каждом крупном перекрёстке, а также придорожные коммуникационные модули. Взаимодействовавшие с ними приборы в автомобилях световыми индикаторами и зуммерами сообщали водителю о поворотах и даже предупреждали о приближении препятствия. Из-за низкой масштабируемости система не состоялась как навигационная, но получила развитие в качестве услуги безопасности OnStar.
В 1981 году японская компания Honda представила первый коммерческий навигационный прибор для автомобиля — Electro Gyrocator. Он использовал метод инерциальной навигации и по сути был своеобразным гироскопом. Направление движения автомобиля определялось специальным электронным датчиком, в котором находился газообразный гелий. Для получения информации о начале движения и остановке прибор подключался к коробке передач. Поступающую информацию обрабатывал аналоговый компьютер. К прибору поставлялись различные карты, нанесённые на пластиковые прозрачные плёнки. Перед началом движения необходимо было отметить на такой карте исходное местоположение (начальную точку маршрута) и вставить её в навигационный прибор перед 6-дюймовым экраном кинескопа, на котором светящейся зелёной точкой указывалось текущее местоположение. Система была запатентована в США. Она оказалась слишком дорогой ($7000) и не получила широкого распространения.
В 1984 году американский инженер и предприниматель Нолан Бушнелл разработал систему Etak Navigator. Её компьютер вычислял текущее местоположение на основе информации от электронного компаса, который закреплялся на заднем стекле, и набора датчиков, прикреплявшихся к неведущим колёсам. Загруженная в память компьютера цифровая карта отображалась на экране монохромного кинескопа с векторной развёрткой и поворачивалась вокруг центра, обозначающего автомобиль. Карты хранились на магнитофонных компакт-кассетах. Etak Navigator поступил в продажу в июле 1985 года, покупателям предлагались две модели — «450» (с экраном 4,5 дюйма) за $1395 и «700» (с экраном 7 дюймов) за $1595. Кассеты с картами стоили по $35 за штуку (карта Лос-Анджелеса, например, занимала четыре кассеты). Система оказалась удачной, но для большинства людей она всё ещё была слишком дорогой. Её приобретали в основном компании, имевшие большие парки автомобилей. В 1987 году в качестве носителя картографической информации стали использовать CD-ROM.
В 1995 году достигла полной функциональной готовности американская спутниковая система глобальной навигации GPS. Через год её открыли для гражданского использования с точностью позиционирования, искусственно ограниченной до 100 м. Всплеск интереса к автомобильным навигационным системам в США наметился в середине 1999 года, когда появилась возможность получать в режиме реального времени карты трафика и погоды для любого региона. В 2000 году ограничение точности позиционирования было снято, она составила 15–20 м для широкого круга потребителей, а с использованием инфраструктуры DGPS достигала и десятков сантиметров. Вместе с развитием микроэлектроники это способствовало массовому распространению доступных и удобных навигационных аппаратов.